# Mark Friedman
Pour les articles homonymes, voir Friedman.
Mark Friedman (né le 25 décembre 1995 à Toronto, dans la province de l'Ontario au Canada) est un joueur canadien de hockey sur glace. Il évolue au poste de défenseur. 

## Biographie

### Carrière en club
Il signe son contrat d'entrée de 3 ans avec les Flyers de Philadelphie, le 21 mars 2017. Il termine la saison 2016-2017 avec les Phantoms de Lehigh Valley dans la LAH. 
Le 6 avril 2019, il dispute son premier match en carrière dans la LNH contre les Hurricanes de la Caroline. 
En juillet 2020, il obtient un nouveau contrat de 2 ans à un seul volet avec les Flyers. Il demeure avec l'équipe lors de la saison 2020-2021 qui est retardée par la pandémie alors qu'il prend part à 4 matchs avant d'être soumis au ballottage, le 23 février 2021. Le lendemain, le 24 février, il est réclamé au ballottage par les Penguins de Pittsburgh. Le 4 mars 2021, il inscrit son premier but dans la LNH face à son ancienne équipe, les Flyers, dans une défaite de 4-3.

## Statistiques

### En club
| Saison     | Équipe                            | Ligue      |    | Saison régulière | Saison régulière | Saison régulière | Saison régulière | Saison régulière |   | Séries éliminatoires | Séries éliminatoires | Séries éliminatoires | Séries éliminatoires | Séries éliminatoires |
| Saison     | Équipe                            | Ligue      | PJ | B                | A                | Pts              | Pun              | PJ               | B | A                    | Pts                  | Pun                  |                      |                      |
| 2012-2013  | Black Hawks de Waterloo           | USHL       | 64 | 8                | 27               | 35               | 44               | 5                | 2 | 3                    | 5                    | 2                    |                      |                      |
| 2013-2014  | Black Hawks de Waterloo           | USHL       | 51 | 10               | 30               | 40               | 30               | 12               | 0 | 7                    | 7                    | 4                    |                      |                      |
| 2014-2015  | Falcons de Bowling Green          | WCHA       | 39 | 2                | 17               | 19               | 75               | -                | - | -                    | -                    | -                    |                      |                      |
| 2015-2016  | Falcons de Bowling Green          | WCHA       | 42 | 6                | 17               | 23               | 40               | -                | - | -                    | -                    | -                    |                      |                      |
| 2016-2017  | Falcons de Bowling Green          | WCHA       | 40 | 8                | 18               | 26               | 28               | -                | - | -                    | -                    | -                    |                      |                      |
| 2016-2017  | Phantoms de Lehigh Valley         | LAH        | 1  | 0                | 1                | 1                | 0                | -                | - | -                    | -                    | -                    |                      |                      |
| 2017-2018  | Phantoms de Lehigh Valley         | LAH        | 65 | 2                | 14               | 16               | 18               | 13               | 2 | 0                    | 2                    | 8                    |                      |                      |
| 2018-2019  | Phantoms de Lehigh Valley         | LAH        | 75 | 5                | 21               | 26               | 68               | -                | - | -                    | -                    | -                    |                      |                      |
| 2018-2019  | Flyers de Philadelphie            | LNH        | 1  | 0                | 0                | 0                | 0                | -                | - | -                    | -                    | -                    |                      |                      |
| 2019-2020  | Phantoms de Lehigh Valley         | LAH        | 45 | 3                | 15               | 18               | 30               | -                | - | -                    | -                    | -                    |                      |                      |
| 2019-2020  | Flyers de Philadelphie            | LNH        | 6  | 0                | 1                | 1                | 2                | -                | - | -                    | -                    | -                    |                      |                      |
| 2020-2021  | Flyers de Philadelphie            | LNH        | 4  | 0                | 0                | 0                | 4                | -                | - | -                    | -                    | -                    |                      |                      |
| 2020-2021  | Penguins de Pittsburgh            | LNH        | 5  | 2                | 1                | 3                | 5                | -                | - | -                    | -                    | -                    |                      |                      |
| 2021-2022  | Penguins de Pittsburgh            | LNH        | 26 | 1                | 4                | 5                | 23               | 6                | 1 | 0                    | 1                    | 0                    |                      |                      |
| 2021-2022  | Penguins de Wilkes-Barre/Scranton | LAH        | 2  | 0                | 0                | 0                | 2                | -                | - | -                    | -                    | -                    |                      |                      |
| 2022-2023  | Penguins de Pittsburgh            | LNH        | 23 | 1                | 2                | 3                | 15               | -                | - | -                    | -                    | -                    |                      |                      |
| 2022-2023  | Penguins de Wilkes-Barre/Scranton | LAH        | 21 | 1                | 5                | 6                | 19               | -                | - | -                    | -                    | -                    |                      |                      |
| 2023-2024  | Penguins de Wilkes-Barre/Scranton | LAH        | 2  | 0                | 0                | 0                | 0                | -                | - | -                    | -                    | -                    |                      |                      |
| 2023-2024  | Canucks de Vancouver              | LNH        | 23 | 0                | 1                | 1                | 21               | -                | - | -                    | -                    | -                    |                      |                      |
| 2023-2024  | Canucks d'Abbotsford              | LAH        | 4  | 1                | 3                | 4                | 4                | -                | - | -                    | -                    | -                    |                      |                      |
| Totaux LNH | Totaux LNH                        | Totaux LNH | 88 | 4                | 9                | 13               | 70               | 6                | 1 | 0                    | 1                    | 0                    |                      |                      |

## Trophées et honneurs personnels

### WCHA
- 2014-2015 : nommé dans l'équipe des recrues.
- 2015-2016 : nommé dans la première équipe d'étoiles.
- 2016-2017 : nommé dans la troisième équipe d'étoiles.